# Internet Assigned Numbers Authority
La Internet Assigned Numbers Authority (IANA) és una entitat privada sense ànim de lucre estatunidenca que supervisa globalment l'assignació d'adreces IP, la gestió dels servidors arrel DNS, i altres assignacions dintre dels protocols d'internet. És gestionada per ICANN.
Abans de la creació de la ICANN per aquest fi l'any 1998, la IANA fou administrada principalment per Jon Postel a l'Institut de Ciències de la Informació (ISI) de la Universitat del Sud de Califòrnia (USC), en virtut d'un contracte que tenia la USC/ISI amb el Departament de Defensa dels Estats Units, fins que la ICANN va ser creada per assumir la responsabilitat en virtut d'un contracte del Departament de Comerç dels Estats Units.